# Terry Harris
Terry Joseph Lee Harris (Dix Hills, Nueva York, 20 de marzo de 1996) es un exbaloncestista estadounidense. Con 1,98 metros de estatura, jugaba en la posición de escolta. Es hermano de los también jugadores profesionales Tyler y Tobias Harris.

## Trayectoria deportiva

### Universidad
Jugó dos temporadas con los Huskies de la Universidad Baptista de Houston, en las que promedió 3,4 puntos y 1,6 rebotes por partido.
Fue transferido a los Eagles de la Universidad de Míchigan Oriental, donde, tras cumplir el año el blanco que impone la normativa de la NCAA, disputó una temporada, promediando 2,7 puntos en los quince partidos en los que intervino.
Tras graduarse, jugó una última temporada del baloncesto universitario con los Aggies de la Universidad Agrónoma y Técnica Estatal de Carolina del Norte, donde realizó su mejor campaña, con unos promedios de 8,1 puntos y 2,8 rebotes, jugando como titular.

### Profesional
Tras no ser elegido en el draft de la NBA de 2019, disputó las Ligas de Verano de la NBA con los Philadelphia 76ers, promediando 3 puntos y 2 rebotes en los tres partidos en los que intervino. Tras no entrar en los planes de los Sixers, en el mes de octubre fue asignado a su filial en la G League, los Delaware Blue Coats, con los que, hasta el parón por la pandemia de coronavirus, promedió 3,5 puntos por partido.